# Theodor Bilharz
Theodor Maximilian Bilharz (23 de marzo de 1825 - 9 de mayo de 1862) fue un médico alemán, uno de los principales iniciadores del campo de la parasitología.

## Biografía
Theodor Bilharz nació en Sigmaringen, Hohenzollern-Sigmaringen, Alemania. Su padre, Josef Antony Bilharz (1788-1877), consejero de Hacienda, fue asesor del príncipe Karl Anton de Hohenzollern.  Su madre, Elisa Fehr (1800-1889), provenía de una familia suiza de Zollikhofer. Era el mayor de nueve hermanos, cuatro de los cuales murieron en la infancia.  Estudió en la escuela local de Sigmaringen y completó su educación secundaria (Fürstlich Sigmaringer Gymnasium) en 1843 con la máxima puntuación. Desarrolló un gran interés por la geología, la biología y la poesía. Su poema, Die Trane des Seraphs (Los viajes de los serafines), que se conserva, fue compuesto durante sus días escolares. Obtuvo la máxima puntuación en latín, griego y hebreo de su clase. A los 14 años, escribió un drama y tradujo una antigua epopeya cómica, La batalla de las ranas y los ratones ( Batrachomyomachia). Pronto desarrolló una pasión por las ciencias naturales, principalmente gracias a la biblioteca y los especímenes que heredó de su tío abuelo Kaspar Zollikofer von Altenklingen, un reputado biólogo suizo.
Bilharz asistió a la escuela secundaria en Sigmaringen, Baden. Mostró un interés temprano por la entomología. Estudió filosofía durante dos años en la Universidad Albert-Ludwigs de Friburgo. Posteriormente estudió medicina en la Universidad de Tubinga, y en 1847 ganó en un concurso un premio de la facultad de medicina por su disertación sobre la sangre de los invertebrados. Se graduó en Tubinga en 1848 como patólogo. Superó una oposición estatal en 1848 y tomó posesión del cargo de Jefe de Patología en la Universidad de Friburgo.

## Trayectoria
En 1850 acompañó a Egipto a su antiguo profesor, Wilhelm Griesinger, siendo nombrado el primer jefe de cirugía en la Escuela Médica Kasr-el-Aini y el Hospital Kasr El Aini de El Cairo. Allí también desempeñó el cargo de experto en el departamento de medicina interna, y sirvió en el ejército donde obtuvo el rango de teniente coronel (Kaimakam). En 1851, Bilharz descubrió el gusano cestodo Hymenolepis nana viviendo en el intestino delgado de un paciente egipcio. También en 1851, durante una autopsia, descubrió el gusano trematodo causante de la esquistosomiasis urinaria, nombrándolo inicialmente Distomum haematobium. Posteriormente descubrió que solo una de las ventosas del parásito tenía cavidad oral, y en 1856 Heinrich Meckel von Hemsbach propuso que el organismo fuese rebautizado como Bilharzia haematobium. En 1858 Weinland propuso el nombre de "Schistosoma" (en griego: 'cuerpo hendido') debido a la morfología de los gusanos macho, y el nombre Schistosoma haematobium fue oficialmente adoptado por la Comisión Internacional de Nomenclatura Zoológica. En 1853 Bilharz fue nombrado jefe del departamento de medicina, y en 1856 fue nombrado profesor de anatomía.

## Muerte

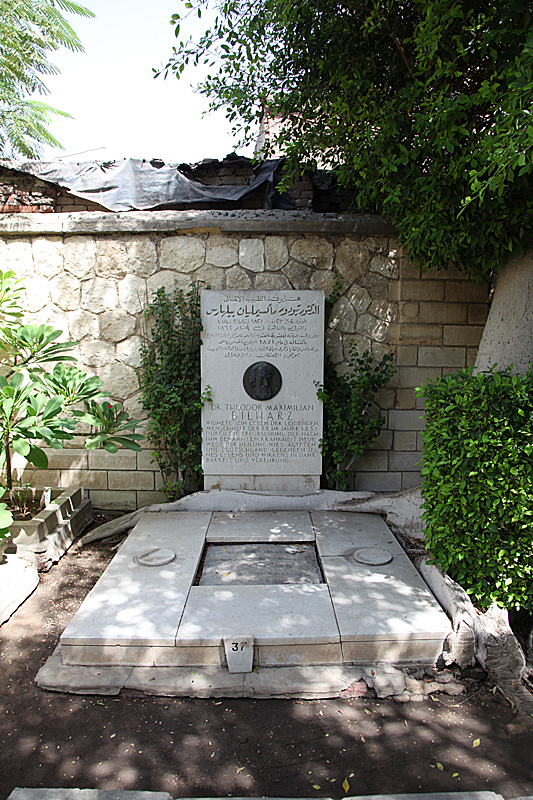
Tumba de Bilahrz en el Antiguo Cementerio Alemán de El Cairo.

Falleció el 6 de mayo de 1862, con 37 años de edad en 1862 por las complicaciones derivadas de unas fiebres tifoideas después de su regreso a El Cairo de una expedición a Massawa. Está enterrado en El Cairo, en una tumba próxima a la de Hans Eisele, doctor en uno de los campos de exterminio nazis.

## Reconocimientos
- Bilharzia o bilharziasis es otro término para esquistosomiasis, y aún se utiliza en publicaciones técnicas, [14][15] así como por organizaciones oficiales como la Organización Mundial de la Salud y el Centro para el Control y la Prevención de Enfermedades.[16][17]

- El Instituto de Investigación Theodor Bilharz fue creado por la República Árabe Unida en 1962 en Giza.[18]

- El cráter Bilharz en la Luna recibió su nombre.[19][20]

## Lecturas relacionadas
Schadewaldt, Hans (1970–80). "Bilharz, Theodor". Dictionary of Scientific Biography 2. New York: Charles Scribner's Sons. pp. 127–128. ISBN 978-0-684-10114-9. 